# 華夏
華夏（かか）とは、漢民族の間に存在する中華思想において、中国及び中華文化のことを表現する歴史民俗用語である。この用語は元来、新石器時代後期および青銅器時代初期の、現代の漢民族の祖先であった農業部族のことも指しており、現在でもこの用法で用いられることもある。この概念は、漢民族の自らの祖先に対する礼賛に由来している。

## 語源
孔子の編纂によると伝えられる中国の歴史書・春秋の代表的な注釈書の1つである春秋左氏伝によれば、「壮大さ」を意味する「夏」の語は、中国の儀式における「礼儀の大」を表すために用いられ、「著名さ」を意味する「華」の語は、漢民族の伝統的な民族服である漢服の「章服の美」を表すために用いられていた。

## 歴史

### 起源
華夏という語は元来、関中の渓谷沿い、および黄河の河沿いに居住していた、新石器時代後期および青銅器時代初期の、現在の漢民族に連なる太古の諸民族が融合してできた農業部族をいう、西戎の黄帝とその後裔である夏王朝と周王朝を「夏族」とする、このうち周王朝は殷王朝の諸侯であり、後に殷王朝を滅ぼした、東夷に起源をもつ殷王朝とその末裔は周の一部の諸侯である為「華族」である、「華族」と「夏族」が相次いで中原に王朝を建てて融合したので、中原の王朝と配下の諸侯は先秦時代に「華夏族」と総称され、中原も「華夏」と呼ばれた。この概念は中国古代の戦国時代（紀元前443年～紀元前221年）に発展し、戦乱の最中に古代中国全土に広まっていった。その頃になると、華夏は主に文明社会のことを定義するようになり、周囲の野蛮と見なしていた国々とは対照的な意味合いで用いられるようになった（中國有禮儀之大、故稱夏；有服章之美、謂之華）。

## 現在の用法
現在では「華夏」の語も使用されるが、「華」と「夏」のそれぞれの漢字も自立語として使用されている。
また、それぞれ中国の正式名称である中華人民共和国（中国語: 中華人民共和國／中华人民共和国）と中華民国（中国語: 中華民國）の2つは、「華夏」の語を「中国」の語と組み合わせて、中華という意味合いで使用している。現在、中国という語は、中国そのものおよび中華の文明のことを指す。
現代の漢民族は、華夏の略称として「華人」の語を、自らの祖先に当たる民族に対する彼らの認識を示す言葉として用いている。

### 「華夏」の語を冠する事物
「華夏」の語は現在でも多くの事物に冠せられており、1966年には台湾の新北市中和区にて、技術大学の華夏農業専科学校（現華夏科技大学）が設立された。また1986年には、中国の北京市東直門外香河園北里4号に本社を置く総合出版社である華夏出版社が、1992年には北京市東城区に本社を置く商業銀行の華夏銀行が、2006年には貴州省貴陽市に本社を置くローカル線専門の航空会社の華夏航空が、それぞれ設立されている他、2007年に上海市で開業した上海軌道交通6号線の鉄道駅の華夏東路駅および華夏西路駅の2駅にも、それぞれ「華夏」の語が冠せられている。